# Neznámá ze Seiny
Neznámá ze Seiny (francouzsky L'Inconnue de la Seine) je neidentifikovaná dívka, která se patrně utopila v Seině na sklonku osmdesátých let 19. století. Její dochovaná posmrtná maska se stala inspirací pro mnoho uměleckých děl 20. století.
Tělo mrtvé dívky bylo údajně vytaženo ze Seiny na sklonku osmdesátých let. Na těle nebyly nalezeny žádné známky násilí, předpokládá se, že šlo o sebevraždu. Patolog byl údajně tak dojat její krásou, že jí sňal posmrtnou masku. Podle jiné varianty příběhu byla maska sňata zaživa dceři jistého německého výrobce masek. Identita dívky nebyla nikdy odhalena. Druhou variantu podporuje tvrzení odbornice Claire Forestierové, že maska nemohla být sňata utopené dívce, protože ta by nemohla mít tak jasné rysy. Ta také odhaduje věk dívky podle jemnosti pleti na šestnáct let.
Na počátku devatenáctého století bylo vytvořeno mnoho kopií této posmrtné masky. Její podoba se stala oblíbeným morbidním symbolem pařížské bohémy. Albert Camus přirovnával záhadný úsměv dívky k Moně Lise. Kritik Al Alvarez napsal ve své knize The Savage God: "...celá generace německých dívek utvářela svůj vzhled podle ní." Tentýž autor pokládá Neznámou ze Seiny za erotický ideál přelomu 19. a 20. století, podobně Brigitte Bardotová v padesátých letech.

## Inspirace uměleckých děl
Neznámá ze Seiny se stala inspirací pro celou řadu uměleckých děl, například:
- Vítězslav Nezval: Neznámá ze Seiny ze sbírky Básně noci (báseň, 1929)
- Ödön von Horváth: Neznámá ze Seiny (Die Unbekannte aus der Seine, drama, 1933)
- Reinhold Conrad Muschler: Die Unbekannte (Neznámá, román, 1934)
- Louis Aragon: Aurélien (Aurelián, román, 1944)

Tvář Neznámé ze Seiny se také často používá na figurínách k nacvičování první pomoci.